# West Beka
West Beka is een district in het gouvernement Beka in Libanon. De hoofdstad is de stad Joub Jannine.
West Beka heeft een oppervlakte van 425 km² en een bevolkingsaantal van 56.000.